# Royal Shakespeare Company
A Royal Shakespeare Company egy angol színházi társulat, amelyet 1960-ban alapítottak Stratford-upon-Avonban Peter Hallnak és Fordham Flowernek köszönhetően, a Flower család által 1879-ben épített Shakespeare Memorial Theatre erős társulatára alapozva, amelynek ők voltak legnagyobb támogatói.

## Története
Az éves Shakespeare-fesztivál szervezői úgy döntöttek, hogy szokásos színházi évadukat kiegészítik más klasszikus szövegekre és kortárs darabokra épülő tevékenységgel Londonban, míg Stratford a Shakespeare-re és az Erzsébet-korabeli színházra helyezi a hangsúlyt. Hallt és Flowert választották meg az „új színház” irányítására, az addig sikeres szezonális fesztiválokon dolgozó társulatot az első olyan állandó társulattá változtatva, ahol két-három évre szóló szerződéssel foglalkoztatják a színészeket.
A Hall által rendezett londoni helyszín kezdetben az Aldwych Theatre volt, majd 1982-ben egy erre a célra színházat építettek a Barbican Művészeti Központon belül. A hatvanas években ellenezték a Laurence Olivier által rendezett Királyi Nemzeti Színházat, amely többször is megpróbálta bekebelezni. Hall társaságában már bejáratott művészek is helyet kaptak, köztük Edith Evans, Peggy Ashcroft, Paul Scofield, Peter O’Toole, miközben egyúttal az új tehetségek képzésével is foglalkoztak.
Hallnak a Royal Shakespeare Company megalakításában szerzett érdemei között meg kell említeni azokat az erőfeszítéseket, amelyeket a színészek és az akadémikusok közelebb hozása érdekében tett, mint például John Barton esetében, aki Cambridge-ből távozott, hogy rendezőként Hall asszisztense legyen a színészek verstanításában. 1968-ban Hall igazgatói posztját Trevor Nunnra hagyta, akihez 1978-ban Terry Hands csatlakozott céges kötelezettségvállalások miatt. Az ő vezetésével terek nyíltak Londonban és Stratfordban is a kísérleti produkciók számára. 1986-ban a cég egy harmadik játékteret nyitott Stratfordban, a The Swan (A hattyú) címmel Shakespeare kortársainak ábrázolására. Ugyanebben az évben Nunn váltotta Handet, aki 1990-ig maradt művészeti igazgatóként, amikor is Adrian Noble visszaadta a Royal Shakespeare Companyt egy klasszikusabb repertoárnak. Jelenleg a társaság székhelye a Royal Shakespeare Theatre, Stratford-upon-Avonban működik. 2007-ben megbízták Jonathan Bate-et, hogy készítsen egy Shakespeare-összest, beleértve a Shakespeare-nek tulajdonított költeményt: A királynőhözt is.

## Művészeti igazgatók
- Peter Hall (1960–1968)
- Trevor Nunn (1968–1978)
- Trevor Nunn és Terry Hands (1978–1986)
- Terry Hands (1986–1991)
- Adrian Noble (1991–2003)
- Michael Boyd (2003–2012)
- Gregory Doran (2012–2022)
- Erica Whyman (2021–2023) ( jelenlegi művészeti vezető)
- Daniel Evans és Tamara Harvey (2023–)

## Főbb produkciók
- Lear király (1962), Peter Brook és Paul Scofield
- Hamlet David Warnertől
- Theater of Cruelty (1964), Brook
- Marat/Sade (1964), Peter Weiss
- H. Pinter és E. Bond műveinek bemutatása

## Fordítás
Ez a szócikk részben vagy egészben  a   Royal Shakespeare Company című olasz Wikipédia-szócikk ezen változatának fordításán alapul.  Az eredeti cikk szerkesztőit annak laptörténete sorolja fel. Ez a jelzés csupán a megfogalmazás eredetét és a szerzői jogokat jelzi, nem szolgál a cikkben szereplő információk forrásmegjelöléseként.